# Persillade
La persillade è un tipo di salsa verde utilizzata nella cucina francese, composta da prezzemolo, aglio, erbe aromatiche, olio d'oliva e aceto.
Nella sua forma più semplice, solo prezzemolo e aglio, è un ingrediente comune in molti piatti. Se aggiunto all'inizio di una preparazione, diventa morbido, ma quando viene aggiunto alla fine della cottura o come contorno, fornisce uno spiccato gusto agliaceo. Viene ampiamente utilizzata nella cucina francese e in quella greca, così come in quella cajun, e creola della Louisiana, oltre che in quella del Quebec.
Un piatto classico della cucina francese e del Québec sono le pommes persillade, cubetti di patate fritte in poco olio, ricoperte da persillade alla fine della cottura, ma può anche talvolta essere aggiunto alla poutine del Quebec per produrre un piatto ibrido chiamato poutine persillade. La persillade è diffusa anche in Louisiana; un piatto particolare dello chef del ristorante Austin Leslie's di New Orleans è pollo fritto con persillade.

## Varianti
La semplicità della composizione di base invita a delle varianti, sia con l'aggiunta di altri ingredienti o sostituendo al prezzemolo altre erbe, come ad esempio alloro, origano, basilico o dragoncello. In combinazione con pangrattato, è usata per il vitello arrosto in crosta o per le costolette di agnello. L'aggiunta di scorza di limone grattugiata è una guarnitura tradizionale per lo stinco di agnello brasato. L'acciuga è una comune aggiunta nella cucina provenzale. Una piccola quantità di olio d'oliva viene spesso aggiunto al persillade per rendere più facile da lavorare. L'aggiunta di olio di oliva e parmigiano grattugiato produce il pistou.